# Мережева сонячна електростанція

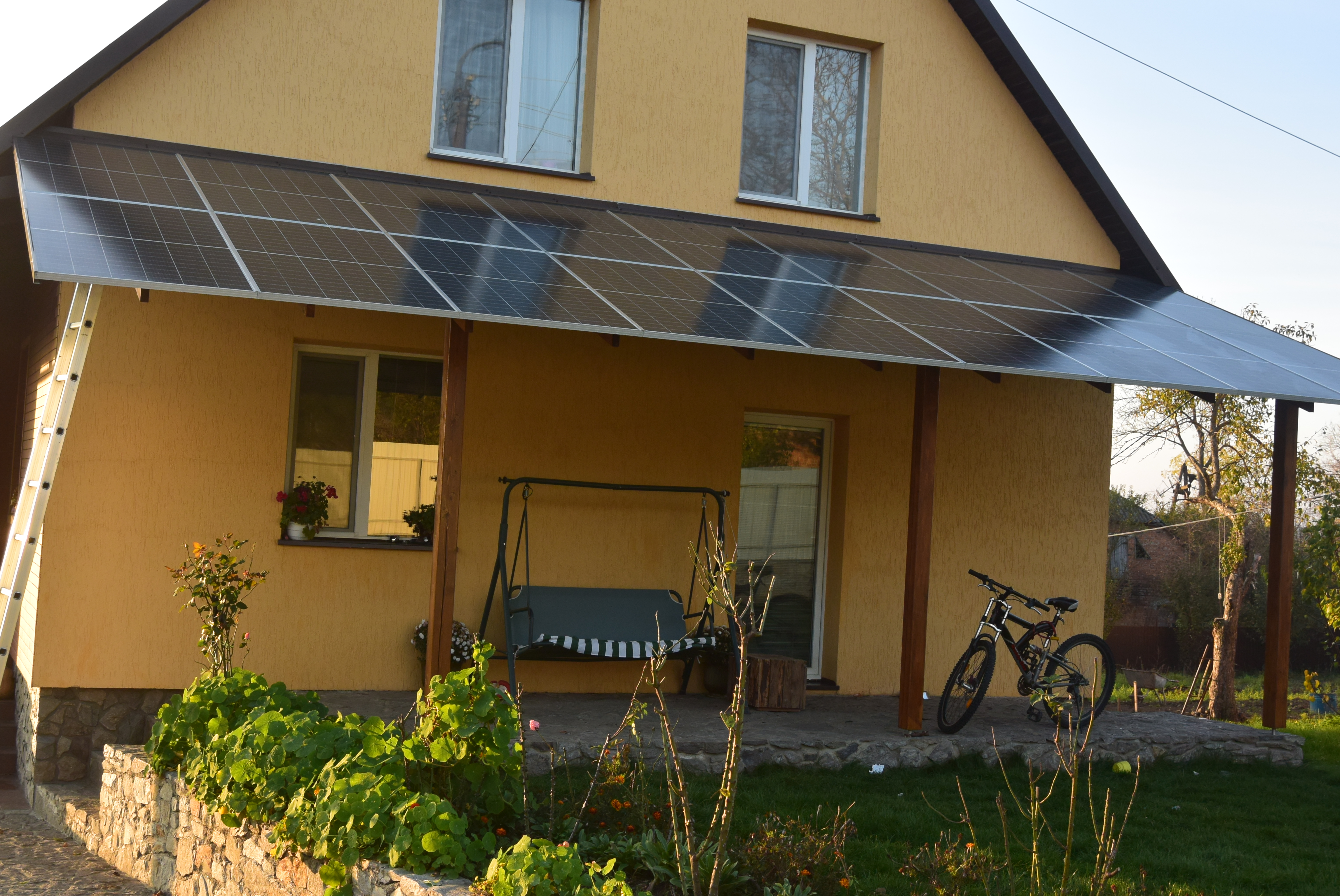
Приватна мережева сонячна електростанція, Західна Україна

Мережева сонячна електростанція або мережева СЕС, належить до підкласу сонячних електростанцій, які приєднуються до комунальної електричної мережі. Мережева сонячна електростанція складається з сонячних панелей, одного або декількох інверторів, приладу обліку енергії, та обладнання для увімкнення до мережі. Мережеві станції мають розміри від невеликих житлових та комерційних систем, як на дахах так і на землі, до великих сонячних електростанцій загального користування. На відміну від автономних електростанцій, мережева СЕС зрідка передбачає інтегровані акумуляторні рішення, оскільки вони все ще дуже дорогі. За сприятливих умов, приєднана до мережі СЕС, подає надлишкову потужність, що залишилась після власного споживання, до комунальної мережі.

## Спосіб роботи

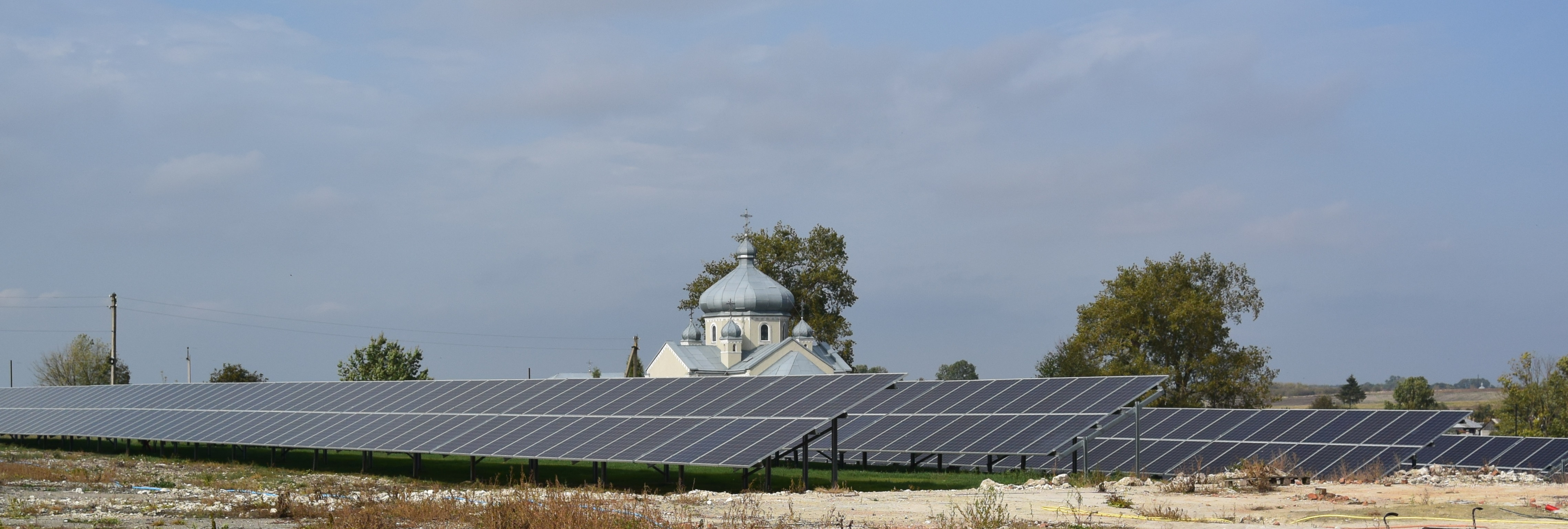
Промислова СЕС, 1 МВт Західна Україна

Приватні мережеві СЕС, які мають потужність понад 10 кіловат, можуть задовольнити потребу в споживанні більшості споживачів. Вони здатні подавати надлишкову потужність до мережі, де її споживають інші користувачі. Зворотній зв'язок здійснюється через лічильник для обліку переданої потужності. Потужність мережевої СЕС може бути менше середнього споживання, і в цьому разі споживач продовжуватиме купувати енергію з мережі, але в менших обсягах, ніж раніше. Якщо потужність СЕС істотно перевищує середнє споживання, енергія, що виробляється панелями, буде значно перевищувати попит. У такому разі, надмірна потужність може принести прибуток, за умови її продажу в мережу по зеленому тарифу . Споживач повинен оплатити лише вартість спожитої електроенергії за вирахуванням вартості виробленої електроенергії, в межах календарного місяця. Це буде від'ємне число, якщо вироблено більше електроенергії, ніж спожито.
Приєднання мережевої СЕС, може бути здійснено лише за умови укладення угоди, між споживачем та Обленерго. Угода докладно окреслює різні стандарти безпеки, яких слід дотримуватися під час увімкнення.

## Особливості
Електроенергія від сонячних панелей повинна перетворюватися на змінний струм за допомогою інвертора, якщо він призначений для роботи з комунальними електромережами. Інвертор, розміщують між сонячною батареєю та електромерожею, і він може бути як одним окремим пристроєм, або бути сукупністю мікро-інверторів, прикріплених до окремих сонячних панелей. Інвертор повинен відстежувати напругу мережі, форму хвилі та частоту. Інвертор мусить виявляти збої в електромережі та не повинен подавати електроенергію до мережі, в такому випадку. Інвертор, увімкнений до несправної лінії електропередачі, здатен автоматично вимикатися, відповідно до правил улаштування електроустановок ПУЕ. Розташування місця несправності, відіграє вирішальну роль у розв'язанні питання про те, чи спрацює захисний пристрій інвертора, особливо для низьковольтних мереж електропостачання. Інвертор повинен бути спроектований із можливістю синхронізації по частоті змінного струму з мережею, задля забезпечення правильного напрямку руху потужності.

## Захист від острівкування

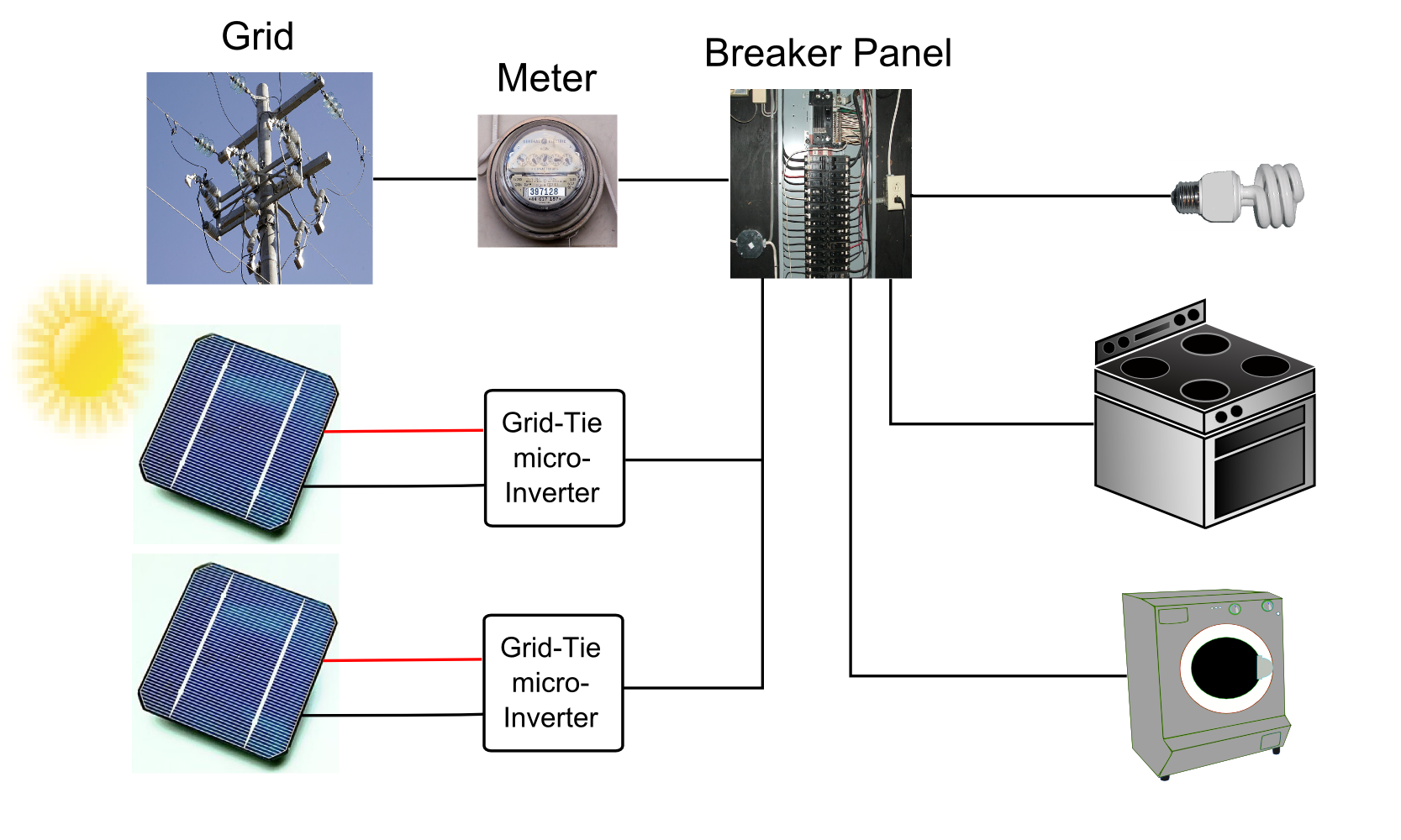
Схема приватної мережевої СЕС

Острівкування це стан, коли розподілений генератор продовжує вироблення електроенергії, навіть якщо живлення від комунальної електричної мережі відсутнє. Острови можуть бути небезпечними для працівників комунальних служб, які можуть не усвідомлювати, що електричний ланцюг все ще під напругою, навіть якщо від зовнішньої електричної мережі немає живлення. З цієї причини мережеві генератори повинні виявляти острівці та негайно припиняти вироблення енергії; це називають захистом від острівкування (anti-islanding).
У разі знеструмлення лінії обленерго, у приєднаній до мережі СЕС, сонячні панелі продовжуватимуть подавати електроенергію, поки світить сонце. У такому разі, лінія живлення стає «островом» з потужністю, оточеним «морем» знеструмлених ліній. З цієї причини сонячні інвертори, призначені для подавання електроенергії в мережу, повинні мати в собі автоматичний пристрій захисту від острівців. При навмисному острівці, генератор відмикається від зовнішньої мережі і змушує розподілений генератор живити локальний контур. Це часто використовується як система резервного живлення для будівель, які зазвичай продають свою енергію в електромережу.
Існує дві методики боротьби з острівцями:
- Пасивна: Вимірюється зміна напруги та / або частоти під час відмови мережі, і використовується позитивний контур зворотного зв'язку, щоб змістити напругу та / або частоту далі від її номінального значення. Частота або напруга можуть не змінитися, якщо навантаження дуже добре збігається з генерацією інвертора або навантаження має дуже високий коефіцієнт якості (відношення реактивної та реальної потужності). Отже, існує певна зона не виявлення.
- Активний: Цей спосіб використовує введення деякої помилки по частоті або напрузі. Коли мережа виходить з ладу, помилка накопичується і виштовхує напругу та / або частоту за допустимий діапазон.[5]

## Переваги
- Такі системи, як мережевий облік та зелений тариф, які пропонують деякі системні оператори, можуть відшкодувати споживачам витрати на електроенергію. Однак у деяких місцях, мережеві технології не справляються з розподіленою подачею енергії в мережу, тому віддача надлишків електроенергії неможлива, а надлишок заземлений.
- Мережеві СЕС, порівняно простіші в установці, оскільки для них не потрібна акумуляторна система.[1][6]
- Мережеве приєднання СЕС, має перевагу в ефективному використанні генерованої енергії, оскільки відсутні втрати накопичувача.[7]
- СЕС має вуглецево негативний баланс протягом усього свого існування, оскільки будь-яка енергія, яка виробляється понад те, що потрібно для виготовлення панелі, спочатку врівноважує потребу у спалюванні викопного палива. Попри те, що сонце не завжди світить, будь-яка установка дає розумно передбачуване середнє зниження споживання вуглецю.

## Недоліки
- Увімкнена до мережі СЕС може спричинити перешкоди з підтримуванням рівня напруги. Звичайна електромережа працює за умов одностороннього, або радіального, потоку. Але електроенергія, що відпускається в мережу, збільшує напругу і може перевищувати допустимі коливання у ± 5 %.[8]
- СЕС, приєднані до мережі, можуть погіршувати якість електроенергії. Переривчастий характер вироблення СЕС електроенергії, означає швидкі зміни напруги. Це не тільки зношує регулятори напруги через часте регулювання, але і може призвести до мерехтіння напруги.[9]